# Bräteln

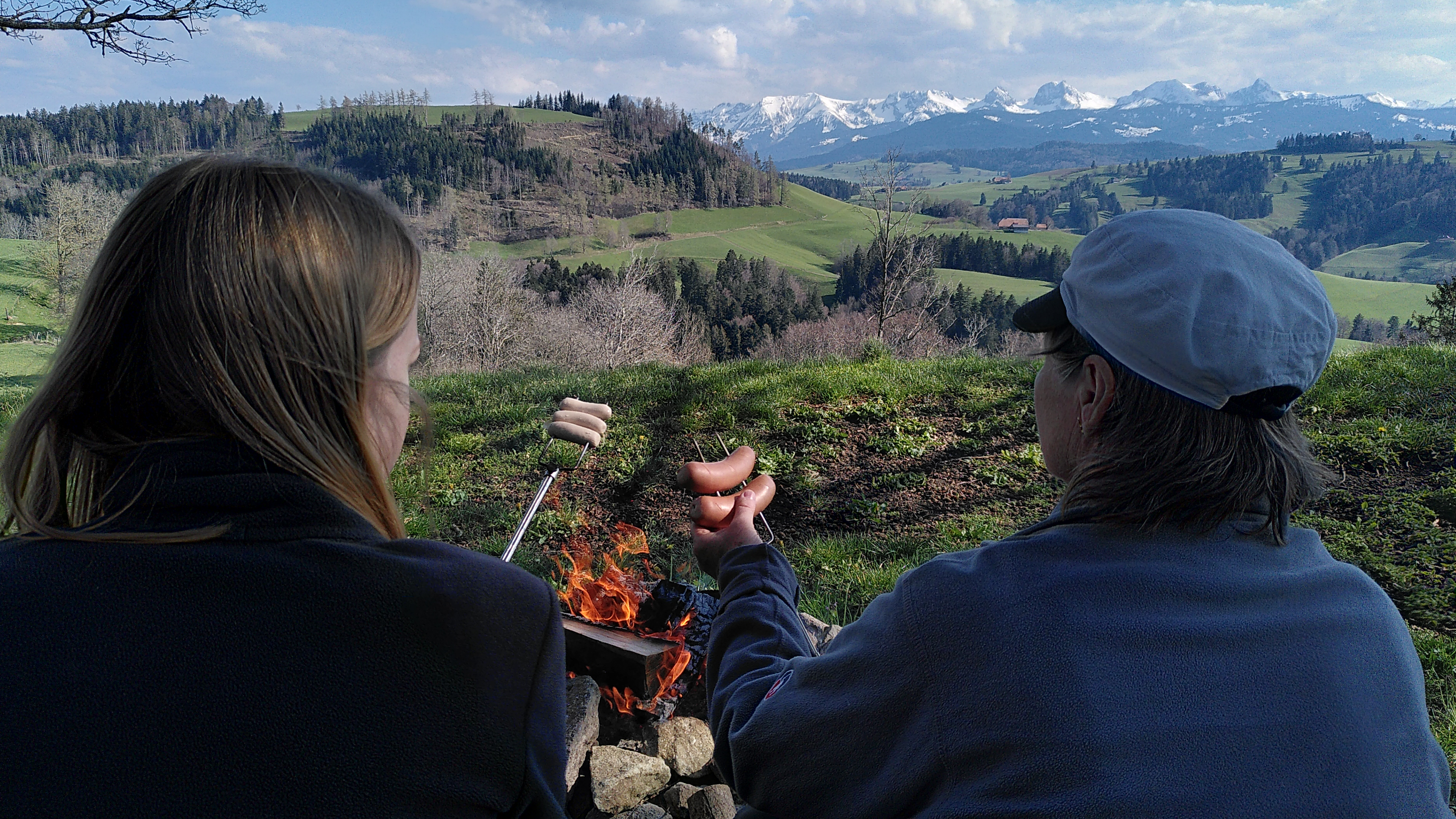
Zwei Personen bräteln Würste vor dem Hintergrund der Schweizer Alpen

Bräteln ist eine Schweizer Tradition des gemeinsamen Würstebratens und -essens im Freien.
Beim Bräteln versammeln sich Freunde, Familien, Schulklassen oder Jugendgruppen (z. B. Pfadfinder) im Freien, meist während einer Wanderung, um ein Lagerfeuer. Über diesem erhitzen sie Würste, die sie dann gemeinsam verzehren. Typischerweise brätelt man Cervelats, deren Enden so eingeschnitten sind, dass sie sich in der Hitze nach aussen biegen. Aber auch andere Würste oder Fleischwaren, Schlangenbrot und Gemüse werden gebrätelt. Das Bratgut wird meist am Ende eines angespitzten Asts übers lodernde Feuer gehalten oder auf einen mitgebrachten Rost gelegt. Nach dem Bräteln muss das Feuer sorgfältig gelöscht werden, um Waldbrände zu vermeiden.
Die Tradition des Brätelns entstand wahrscheinlich in der Zeit zwischen den beiden Weltkriegen. In dieser Zeit wurden Freizeitbeschäftigungen in der freien Natur populär: Schweizer Arbeiterfamilien verfügten erstmals über Freizeit, und mit dem Cervelat, der schweizerischen «Nationalwurst», stand erschwingliches Bratgut zur Verfügung. Auch die Geistige Landesverteidigung, die das Bild der naturverbundenen Schweiz propagierte, trug möglicherweise zum Aufschwung des Wanderns und Brätelns bei.
Das Cervelat-Bräteln ist ein Kindheits- und Jugenderlebnis der meisten Schweizerinnen und Schweizer und als solches oft mit Nostalgie und guten Erinnerungen verbunden. Ausserhalb der Schweiz ist der Brauch des gemeinsamen Würstebratens auf Wanderungen kaum oder nicht bekannt.

«An warmen Abenden sieht man überall im Wald und auf den Berghängen kleine Feuer, wo einem der beliebtesten Hobbies nachgegangen wird, dem Bräteln.»

Die Beliebtheit des Brätelns in der Schweiz hängt auch damit zusammen, dass das Feuermachen im Freien in der Schweiz anders als in vielen anderen Ländern grundsätzlich erlaubt ist, es viele Wanderwege und öffentliche Grillstellen gibt und die meisten Menschen in der Nähe von Wäldern oder anderen Grünflächen leben.